# Albertino
Albertino, noto anche come DJ Albertino, pseudonimo di Sabino Alberto Di Molfetta (Paderno Dugnano, 7 agosto 1962), è un disc jockey, conduttore radiofonico e personaggio televisivo italiano, direttore artistico di Radio m2o.

## Biografia

### Radio
Fratello minore del disc jockey Linus (al secolo Pasquale Di Molfetta), Albertino muove i primi passi nel mondo della radiofonia nel 1978 lavorando a Radio Music, piccola emittente della zona di Milano. Conseguito il diploma di operatore turistico, dal 1982 al 1984 lavora a Radio Milano International, con il nome d'arte Alberto Ray. Nel 1984 viene inserito da Claudio Cecchetto nell'organico della giovane Radio Deejay, dove lo segue poco dopo il fratello. Dal 1985 conduce la prima parte del Deejay Time (14:00 - 16:00) e dal 1986 la Deejay Parade, che poco dopo presenta su Deejay Television.
È in questi anni che modifica il nome d'arte in Albertino. La sua popolarità come dj radiofonico aumenta quando nel 1988 comincia a lavorare con la partecipazione di Mario Fargetta. Nel settembre 1991 il Deejay Time viene ridotto alla sola fascia di Albertino. Nei primi due anni in cui il Deejay Time diventò un programma dance, il formato comprendeva una selezione più concentrata sulla house da club e la techno/rave europea. Dall'estate 1993 la selezione si allargò maggiormente sull'eurodance. Il Deejay Time divenne molto presto uno dei programmi più ascoltati a livello nazionale, mantenendo il primato per quasi tutto l'arco degli anni novanta e gli inizi del duemila, lanciando nel mondo della musica artisti come Neffa e Articolo 31.
Nel 1994 grazie alla sua passione per l'hip hop e il rap Albertino crea il programma Venerdì Rappa, trasformato pochi anni dopo in One-Two One-Two. Nel 1997 l'Accademia della Crusca ha assegnato ad Albertino un premio per la sua capacità di comunicare ai giovani. Dal settembre 1998 il Deejay Time diventa un talk show radiofonico con l'ingresso ufficiale di Giuseppe come co-conduttore e Giorgio Prezioso agli effetti. 
Come produttore, dal 1993 al 2004, si avvale dell'aiuto di Fargetta per la scelta dei brani delle Deejay Parade Compilation, dischi che annualmente hanno venduto centinaia di migliaia di copie. Dal 1999 DJ Prezioso si unì a Fargetta nel mixaggio della compilation. Ne sono state vendute oltre 5 000 000 di copie. Dal 2002 conduce, sempre per Radio Deejay, Dance Revolution, un'antologia radiofonica di successi, di cui uscirà una serie di 7 compilation sulla storia delle varie anime della dance. 
Tra il 1997 e il 2000 pubblica due libri: Benissimo! Autobiografia (inutile) di Giuseppe e Il Test-icolo. Conosci te stesso,
che raccolgono il meglio delle esilaranti interpretazioni di Giuseppe all'interno del Deejay Time.
Tra il 2005 e il 2007 pubblica tre volumi di compilation Dance Revolution, col meglio della musica suonata nel programma serale dedicato alla musica da club.
Nell'estate 2006 conduce assieme al DJ Angelo e a Roberto Ferrari il programma a sfondo calcistico Noi con voi, in concomitanza con i Mondiali di calcio del 2006. Nella stagione 2006 conduce, ancora con Dj Angelo e Roberto Ferrari, Sciambola!, programma che va così a sostituire Deejay Time. Dall'estate del 2008 conduce una nuova edizione del Deejay Time. Nello stesso anno pubblica una raccolta chiamata Deejay Parade Collection, raccolta in 5 CD dei maggiori successi trasmessi durante le varie edizioni della Deejay Parade.
Dopo una breve parentesi di alcuni mesi, durante la quale il programma veniva trasmesso dal lunedì al venerdì in fascia pomeridiana e poi in fascia serale, con l'arrivo del 2009 il Deejay Time diventa un programma settimanale. La nuova collocazione oraria è quella dalle 22 alle 24 del venerdì sera (con replica il sabato sera) e pubblicherà quattro compilation Deejay Time The Party One - Session 1-2-3-4. Dal 2009 conduce il programma 50 Songs: il programma musicale del weekend (14:00 - 16:00) di Radio Deejay dove vengono trasmesse le cinquanta canzoni più trasmesse dall'emittente. Dal 2011 al 2014 ha condotto Asganaway assieme a Fabio Alisei, Paolo Noise e Wender; il programma proponeva tutte le novità discografiche internazionali.
Dal settembre 2015 conduce Albertino Everyday dalle 14 alle 16. Il 9 gennaio 2016 è tornato a condurre, insieme a Mario Fargetta, il sabato alle 14 la Deejay Parade, mentre dal 15 gennaio 2016 torna a condurre anche Dance Revolution, una selezione della migliore musica da club, ogni venerdì e sabato notte dall'1 alle 2.
L'11 dicembre 2018 viene ufficializzato che sarà il nuovo direttore artistico di Radiom2o, subentrando a Fabrizio Tamburini.
Il 1º marzo 2019 va in onda l'ultima diretta su Radio Deejay del programma Albertino Everyday il quale passa dal primo aprile su Radiom2o dalle 17 alle 19. Albertino quindi lascia dopo 35 anni Radio Deejay, con la quale però continuerà a collaborare con il programma Deejay Time con Fargetta, Molella e Prezioso in onda ogni sabato dalle 14:00 alle 15:00 in simulcast su Radio m2o.
Conduce sulla nuova Radio m2o ogni venerdì e domenica sera anche Dance Revolution, di cui a partire dalla primavera del 2020 lancia una nuova serie di cinque compilation, mixate da Dj Shorty, il quale lo coadiuva nella regia del programma.

### Televisione
Nel 1995 Italia 1 ha trasmesso in diretta dal Forum di Assago lo spettacolo in diretta di Albertino.
Nell'ottobre 1997 conduce su Italia 1 il programma Volevo salutare, insieme al fratello Linus. Il programma va in onda in contemporanea anche sulle frequenze di Radio Deejay.
Nell'estate 1998, assieme a Fargetta, grazie alla collaborazione con Italia 1, realizza in diretta dall'Aquafan di Riccione il programma Italia Unz.
Nel 1997 viene scelto da Rai 2 per condurre la striscia quotidiana I fanatici del Libro, trasmissione in cui Albertino si trova ad intervistare alcuni autori italiani, tra cui Carlo Lucarelli e Niccolò Ammaniti.
Dal 2005 entra a far parte del cast di Zelig, con il personaggio di Marco Ranzani, imprenditore brianzolo che interviene nella trasmissione di Canale 5 solo con la voce, senza mai apparire sul palco.
Nel 2007 entra a far parte del cast di Quelli che il calcio, cui partecipa realizzando una parodia di Lucignolo. Nella primavera del 2008 conduce su All Music il programma Blister - Pillole dal web. A partire dal 9 novembre 2009 Albertino presta la sua voce per il programma televisivo 50 Songs in onda su Deejay TV.
Dal 13 maggio 2014 conduce TOP DJ insieme a Lele Sacchi e Stefano Fontana.

### Altre attività
Nel 1992 partecipa al programma comico di Fiorello e Baldini Viva Radio Deejay con il nome di "Ambrogino". Gli sketch del programma vennero pubblicati lo stesso anno anche su musicassetta.
Nel 1995 prestò la sua voce, assieme a parte dello staff di Radio Deejay, per realizzare il comparto audio dell'edizione italiana del videogioco "Trucks", realizzato da Microfolie's.
Nel 2001 Albertino è apparso per un cameo nel film degli Articolo 31 Senza filtro.
Sempre nel 2001 incide insieme a Gigi D'Agostino la canzone Super; il brano resta nella classifica italiana dei singoli per tredici settimane, raggiungendo la seconda posizione.
Albertino ha pubblicato quattro libri. Il primo nel 1998 si intitola Benissimo. Autobiografia inutile di Giuseppe ed è scritto insieme a Giorgio Carpinteri. Ad inizio 2000 pubblica insieme a DJ Giuseppe il libro Il Testicolo, basato anche sulla collaborazione dei due personaggi nel Deejay Time. Dal personaggio di Marco Ranzani, prendono corpo due libri, scritti insieme al Dj Angelo nel 2005, dal titolo rispettivamente Ooookey! e VaaaaBene!.
Nel 2005 ha doppiato il personaggio di Tino Porcospino nel film d'animazione Chicken Little - Amici per le penne.
Nel 2007 Albertino ha prestato la voce del suo personaggio Marco Ranzani all'azienda produttrice di navigatori satellitari TomTom, che l'ha utilizzata come voce per una serie di linee di navigatori.
Nel 2003 e nel 2012 interpreta se stesso rispettivamente nei film Natale in India di Neri Parenti e Ti stimo fratello di Giovanni Vernia; nel 2014 ha partecipato al documentario Numero zero - Alle origini del rap italiano e nello stesso anno è diventato giudice del programma televisivo Top DJ su SkyUno.

## Filmografia
- Senza filtro regia di Mimmo Raimondi (2001)
- Ti stimo fratello regia di Giovanni Vernia e Paolo Uzzi (2012)
- Disco Ruin: 40 anni di club culture italiana, regia di Lisa Bosi e Francesca Zerbetto - documentario (2020)

### Doppiaggio
- Deejay Tino Porcospino in Chicken Little - Amici per le penne (2005)[20]

## Discografia
- Your Love Is Crazy - feat. David Syon
- Atchoo!!! (Control Unit)[21]
- Ti sei bevuto il cervello (Control unit)
- You Drive Me Wild (The End)